# Kompakt vävare
Kompakt vävare (Pachyphantes superciliosus) är en fågel i familjen vävare inom ordningen tättingar.

## Utseende och läte
Kompaktvävare är en typisk vävare i färgerna men med en udda kroppsform: knubbig kropp, kraftig näbb och kort stjärt. Häckande hanar och honor har svart ansiktsmask. Hos hanar är hjässan gul, hos honor svart. Utanför häckningstid är den mer distinkt än andra vävare, med beigefärgad undersida, mörk hjässa och mörkt ögonstreck. Bland lätena hörs förutom för vävare typiska korta "chit" och fräsande sång likt radiostörningar även ett mer udda "cheep".

## Utbredning och systematik
Kompakt vävare placeras antingen som ensam art i släktet Pachyphantes eller inkluderas i det stora släktet Ploceus. Arten förekommer fläckvis från sydvästra Senegal och Guinea-Bissau österut till sydöstra Sudan, östra och södra Sydsudan och västra Etiopien samt söderut till norra Angola, södra Demokratiska republiken Kongo, Rwanda, Burundi, sydvästra Kenya och nordvästra Tanzania

## Levnadssätt
Kompakt vävare hittas i fuktiga och gräsrika områden i savann, skogar, buskmarker och jordbruksbygd. Den ses vanligen i små flockar.

## Status och hot
Arten har ett stort utbredningsområde och en stor population med stabil utveckling och tros inte vara utsatt för något substantiellt hot. Utifrån dessa kriterier kategoriserar internationella naturvårdsunionen IUCN arten som livskraftig (LC). Världspopulationen har inte uppskattats men den beskrivs som lokalt vanlig.